# Carabinae

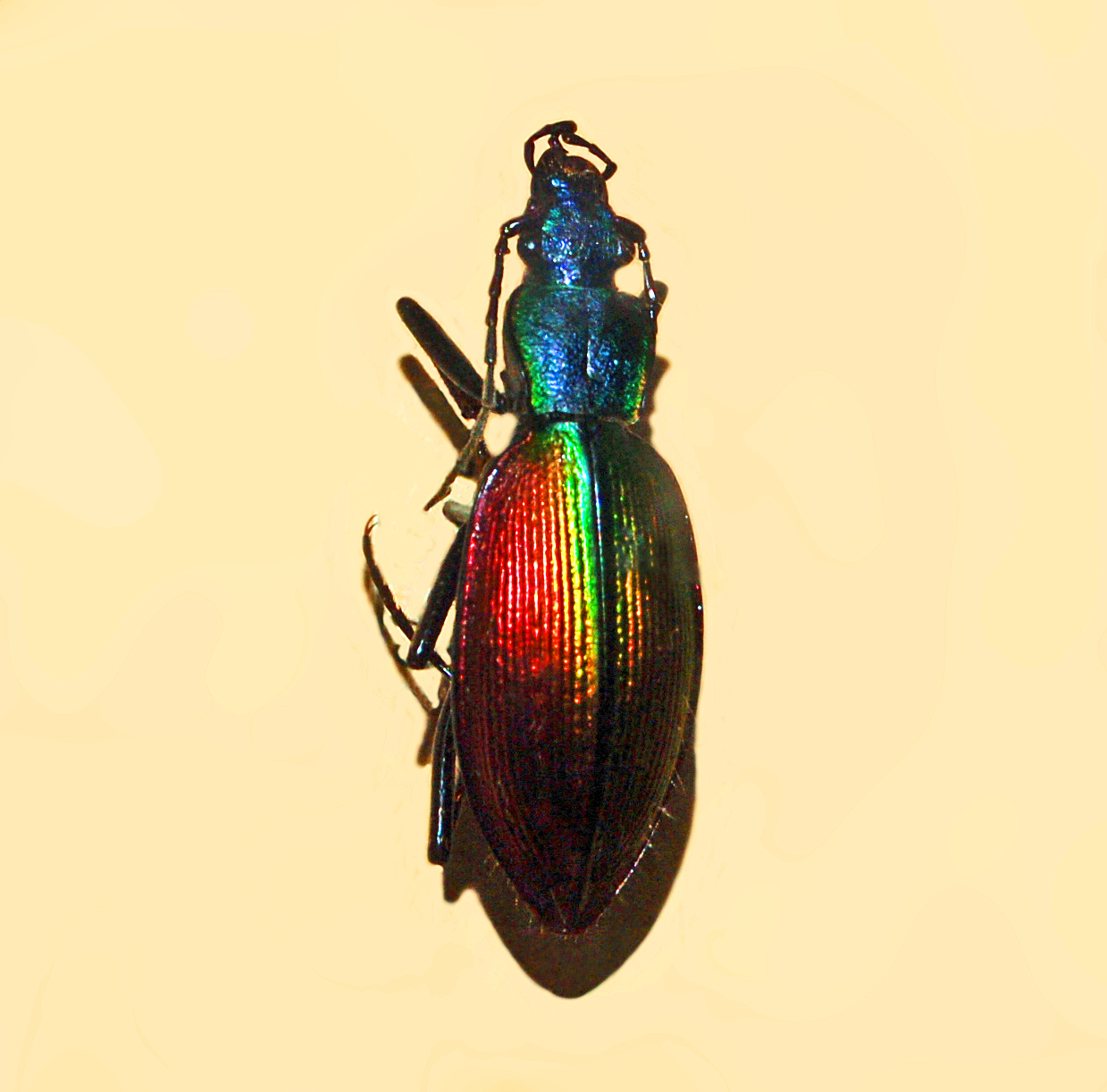
Ceroglossus buqueti

Biegacze (Carabinae) – podrodzina chrząszczy z podrzędu drapieżnych i rodziny biegaczowatych.

## Morfologia
Chrząszcze długości powyżej 10 mm. Oczy dobrze rozwinięte. Pokrywy bez obrzeżenia przynasadowego, o wierzchołku osobno lub wspólnie zaokrąglonym, czasem poprzedzonym lekkim zakrzywieniem. Golenie odnóży przednich bez wcięcia lub z płaskim wcięciem na wierzchołkowej krawędzi. Autapomorfiami podrodziny w budowie owadów dorosłych jest obecność alweolusa u ujścia gruczołów obronnych na epipleurytach dziewiątego segmentu odwłoka oraz występowanie w genitaliach samców dwóch paskowatych apodem po bokach nasadowego otworu płata środkowego edeagusa
Larwy wykazują autapomorfie w postaci silnie zesklerotyzowanego ciała, zredukowanej pod względem rozmiarów przysadki zmysłowej trzeciego członu czułków oraz znacznie zmniejszonej liczby szczecinek przy jednocześnie zwiększonej liczbie porów na tergitach i sternitach

## Rozprzestrzenienie
W Polsce występują gatunki z rodzajów: biegacz (Carabus), tęcznik (Calosoma) i stępień (Cychrus) (zobacz: biegacze Polski).

## Taksonomia
Takson opisany został w 1802 roku przez Pierre’a André Latreille.
Aniszczienko i inni podają następujący podział na plemiona i podplemiona:
- Carabini Latreille, 1802
  - Carabina Latreille, 1802
  - Ceroglossina Lapouge, 1927
  - incertae sedis
    - † Neothanes Scudder, 1890
- Cychrini Perty, 1830
  - Cychrina Perty, 1830
  - Pamborina Hope, 1838

Z kolei według pracy Boucharda i innych z 2011 roku, podrodzina ta podzielona jest na 4 plemiona:
- Carabini Latreille, 1802
- Ceroglossini Lapouge, 1927
- Cychrini Perty, 1830
- Pamborini Hope, 1838